# Archaeotinodes grossus
Archaeotinodes grossus là một loài Trichoptera hóa thạch trong họ Ecnomidae.